# Порошенко Олексій Іванович
Олексі́й Іва́нович Пороше́нко (нар. 11 червня 1936, Саф'яни, жудець Ізмаїл, Румунське королівство — 16 червня 2020, Київ, Україна) — український господарський та політичний діяч. Герой України (2009), кавалер Ордена князя Ярослава Мудрого V ст. (2007), заслужений працівник сільського господарства України. Батько п'ятого Президента України Петра Порошенка.

## Біографія
Рід Порошенків документально фіксується в Саф'янах Ізмаїльського повіту Бесарабської губернії вже в переписі 1835 року, де Порошенки записані міщанами української громади.
Олексій Іванович народився в селі Саф'яни Ізмаїльського жудеця Румунського королівства в родині румунських громадян Івана Євдокимовича Порошенка (1902-?) та Євдокії Євдокимівни Порошенко (до шлюбу Руденко) (1907-?). Закінчив семирічну школу в Саф'янах і середню школу в Ізмаїлі, вступив до Львівського сільськогосподарського інституту. У період навчання одружився 1956 з Євгенією Сергіївною Григорчук (у шлюбі — Порошенко) (1937–2004). 28 серпня 1957 народився старший син Михайло (1957–1997).
Закінчив інститут 1959, здобувши фах інженера-механіка механізації трудомістких процесів у сільському господарстві. Після завершення навчання поїхав на малу батьківщину в Болград Одеської області інженером Держтехнагляду. 1962 став головним інженером Болградського районного об'єднання сільгосптехніки. У Болграді народився другий син Петро Порошенко — майбутній Президент України.
1974 переїхав із Болграда в Бендери Молдавської РСР на Бендерський дослідницький експериментально-ремонтний завод. Із 26 вересня 1974 по 1 грудня 1983 — директор заводу, за його директорства було збудовано заводську поліклініку та багатоквартирний будинок для працівників заводу.
З 1983 працював у Тирасполі начальником спеціалізованої пересувної механізованої колони (СПМК-7) тресту «Молдсільгоспмонтаж».
9 листопада 1985 Олексія Порошенка було затримано міським відділом внутрішніх справ Бендер за розкрадання матеріальних цінностей в особливо великих розмірах, санкцію на його арешт було видано 2 грудня 1985. Наступні півроку досудового слідства Олексій Порошенко просидів у слідчому ізоляторі Бендер. 20 липня 1986 його було засуджено вироком колегії з кримінальних справ Верховного Суду Молдавської РСР за статтями 155-1, 123 ч.2, 220 ч.2, 227 ч.1 Кримінального кодексу МРСР до 5 років позбавлення волі з відбуванням покарання у виправно-трудовій колонії загального режиму, конфіскацією майна та позбавленням права займати керівні посади терміном на 5 років (кримінальна справа № 2-121/86). Судимість Олексія Порошенка було скасовано достроково актом амністії згідно ст. 1 п. «б» Указу Президії Верховної Ради СРСР від 18 червня 1987 (на волю він вийшов 21 серпня)[неавторитетне джерело].
1992, після здобуття незалежності України й у зв'язку з війною в Придністров'ї переїхав у Київ, де навчався в аспірантурі Київського державного університету імені Шевченка молодший син Петро. Того ж року став заступником генерального директора АТ «Біржовий дім „Україна“» (генеральним директором був Петро Порошенко), 1993 — заступником генерального директора ЗАТ «Український промислово-інвестиційний концерн» (генеральний директор Петро Порошенко). Після того, як Петро 1998 обраний народним депутатом України, Олексій Порошенко став гендиректором концерну Укрпромінвест.
Із 2005 року — керівник ПАТ ЗНКІФ «Прайм Ессетс Кепітал».
У 2012 році журнал «Фокус» розмістив бізнесмена в списку 20 найуспішніших аграріїв України, де він посів дев'яте місце.
Помер у Києві 16 червня 2020 року, через п'ять днів після свого 84-го дня народження. Причиною смерті став геморагічний інсульт. Був похований 19 червня на Звіринецькому кладовищі, поруч зі склепом, у якому поховано його дружину та старшого сина.

## Політична діяльність
Депутат Вінницької обласної ради (2006–2010) від партії «Наша Україна». Член постійної комісії з питань агропромислового комплексу.
На виборах до Вінницької обласної ради 2010 року пройшов за списком «Української партії „Єдність“».
На виборах до Верховної ради 2012 року був кандидатом у народні депутати в окрузі № 16, але у вересні за рішенням родини припинив участь у перегонах.

## Родина
- Дружина — Євгенія Сергіївна Порошенко (до шлюбу Григорчук), померла у 2004 році.
- Діти:
  - Старший син Михайло трагічно загинув 1997 року в автомобільній катастрофі за нез'ясованих обставин. Похований разом із матір'ю в родинному склепі на Звіринецькому кладовищі Києва.
  - Молодший син Петро, народився в 1965 році — 5-й президент України (у 2014—2019 роках).

## Нагороди
- Звання Герой України з врученням ордена Держави (23 червня 2009) — за визначні особисті заслуги перед Українською державою у розвитку агропромислового комплексу, запровадження сучасних технологій вирощування сільськогосподарських культур[13]
- Орден князя Ярослава Мудрого V ст. (18 січня 2007)[14]
- Орден «Знак Пошани»
- Медаль «За трудову відзнаку»
- Заслужений працівник сільського господарства України (26 липня 2001)[15]